# Dinar sudański
Dinar sudański (arab. دينار سوداني, Dinar sudani) – waluta obowiązująca w Sudanie od 1992 do 2007 roku, zastąpiona w okresie przejściowym od 9 stycznia do 30 czerwca 2007 roku przez funt sudański w stosunku 100 do 1, a oficjalny kurs dolara wynosił 2500 do 1.
Dinar dzielił się na 100 piastrów, ale nigdy w latach 1992–2007 nie wyemitowano monet ani banknotów w jednostce piastr z powodu wysokiej inflacji oraz niskiej wartości nabywczej.

## Historia
W 1991 roku, w związku z kryzysem gospodarczym po wojnie domowej w Sudanie, podjęto decyzję o wprowadzeniu do obiegu 8 czerwca 1992 roku dinara sudańskiego, zastępując funta sudańskiego w stosunku 10 do 1.  
W niektórych południowych częściach kraju dinar nie był uznawany za prawną walutę, ponieważ został uznany za próbę arabizacji południowego Sudanu, która była częścią programu rządu północnego i miała na celu narzucenie idei i przekonań muzułmańskiej północnej części kraju na chrześcijańskie południe. Zamiast tego uznawany był szyling kenijski, birr etiopski, szyling ugandyjski, dolar amerykański i wycofany z obiegu funt. Traktat pokojowy podpisany w styczniu 2005 roku między rządem Sudanu a Ludową Armią Wyzwolenia Sudanu przewidywał między innymi, że Bank Sudanu wprowadzi wspólną walutę na całym terytorium kraju. 
Podczas reformy monetarnej z 9 stycznia 2007 roku dinar sudański został zastąpiony nowym funtem sudańskim w wysokości 100 dinarów na 1 funt sudański. Dinar był równolegle w obiegu, jak funt sudański. 
Od 29 czerwca 2007 roku na terenie Sudanu Południowego, dinar przestał być obowiązkową walutą, a od 30 czerwca 2007 roku dinar, wraz z pozostałymi akceptowanymi walutami, przestał być prawnym środkiem płatniczym w całym kraju.
Wycofaną walutę można było wymienić do 31 sierpnia 2007 roku wyłącznie w oddziałach Centralnego Banku Sudanu.
1 września 2007 roku dinar został ostatecznie wycofany.

## Monety
Monety zostały wybite w nominałach ¼, ½, 1, 2, 5, 10, 20 i 50 dinarów. Całkowity nakład monet jest nieznany. 
| Rewers | Awers | Nominał    | Średnica | Waga (g) | Metal                      | Rant      | Awers                     | Rewers            | Wybita w         |
| ------ | ----- | ---------- | -------- | -------- | -------------------------- | --------- | ------------------------- | ----------------- | ---------------- |
|        |       | ¼ dinara   | 18 mm    | 3        | Stal platerowana mosiądzem | Gładki    | Budynek Centralnego Banku | Wartość nominalna | 1994             |
|        |       | ½ dinara   | 20 mm    | 4        | Stal platerowana mosiądzem | Gładki    | Budynek Centralnego Banku | Wartość nominalna | 1994             |
|        |       | 1 dinar    | 22 mm    | 5,14     | Mosiądz                    | Gładki    | Budynek Centralnego Banku | Wartość nominalna | 1994             |
|        |       | 2 dinary   | 24 mm    | 7,027    | Stal platerowana mosiądzem | Ząbkowany | Budynek Centralnego Banku | Wartość nominalna | 1994             |
|        |       | 5 dinarów  | 22,24 mm | 8,2      | Mosiądz                    | Gładki    | Budynek Centralnego Banku | Wartość nominalna | 1996             |
|        |       | 5 dinarów  | 19 mm    | 3,35     | Mosiądz                    | Gładki    | Budynek Centralnego Banku | Wartość nominalna | 2003             |
|        |       | 10 dinarów | 28 mm    | 4,56     | Mosiądz                    | Gładki    | Budynek Centralnego Banku | Wartość nominalna | 1996             |
|        |       | 10 dinarów | 22 mm    | 9,95     | Mosiądz                    | Gładki    | Budynek Centralnego Banku | Wartość nominalna | 2003             |
|        |       | 20 dinarów | 22 mm    | 4,61     | Miedzionikiel              | Gładki    | Budynek Centralnego Banku | Wartość nominalna | 1996, 1997, 1999 |
|        |       | 50 dinarów | 24 mm    | 12       | Miedzionikiel              | Gładki    | Budynek Centralnego Banku | Wartość nominalna | 2000             |
|        |       | 50 dinarów | 24 mm    | 5,6 g    | Miedzionikiel              | Gładki    | Budynek Centralnego Banku | Wartość nominalna | 2002             |

## Banknoty
Banknoty zostały wydane o nominałach 5, 10, 25, 50, 100, 200, 500, 1000, 2000, 5000 i 10000 dinarów. Najniższe trzy nominały zostały wycofane 1 stycznia 2000 roku, z powodu na obaw, że bardzo wykorzystane banknoty mogą rozprzestrzeniać choroby. Pozostałe nominały zostały wycofane 1 lipca 2007 roku. Banknoty o nominałach 2000 i 5000 dinarów które posiadały hologram, zostały wydrukowane w niemieckiej drukarni Giesecke & Devrient, natomiast pozostałe banknoty w drukarni Centralnego Banku Sudanu. 
| Awers | Rewers | Nominał        | Wymiary (mm) | Awers                         | Rewers                        | Emisja | Data Wprowadzenia | Data wycofania  |
| ----- | ------ | -------------- | ------------ | ----------------------------- | ----------------------------- | ------ | ----------------- | --------------- |
|       |        | 5 dinarów      | 140 × 65     | Pałac Prezydencki w Chartumie | Słoneczniki                   | 1993   | 10 lutego 1993    | 1 stycznia 2000 |
|       |        | 10 dinarów     | 140 × 65     | Pałac Prezydencki w Chartumie | Ornamenty                     | 1993   | 10 lutego 1993    | 1 stycznia 2000 |
|       |        | 25 dinarów     | 140 × 65     | Pałac Prezydencki w Chartumie | Okrągły wzór                  | 1992   | marzec 1992       | 1 stycznia 2000 |
|       |        | 50 dinarów     | 140 × 65     | Pałac Prezydencki w Chartumie | Wartość nominalna             | 1992   | marzec 1992       | 1 lipca 2007    |
|       |        | 100 dinarów    | 140 × 65     | Pałac Prezydencki w Chartumie | Parlament w Omdurman          | 1994   | kwiecień 1994     | 1 lipca 2007    |
|       |        | 200 dinarów    | 140 × 65     | Pałac Prezydencki w Chartumie | Budynek Centralnego Banku     | 1998   | kwiecień 1998     | 1 lipca 2007    |
|       |        | 500 dinarów    | 140 × 65     | Pałac Prezydencki w Chartumie | Budynek Centralnego Banku     | 1998   | kwiecień 1998     | 1 lipca 2007    |
|       |        | 1000 dinarów   | 140 × 65     | Pałac Prezydencki w Chartumie | Budynek Centralnego Banku     | 1996   | 19 maja 1996      | 1 lipca 2007    |
|       |        | 2000 dinarów   | 140 × 65     | Pałac Prezydencki w Chartumie | Nowoczesne budynki mieszkalne | 2002   | styczeń 2002      | 1 lipca 2007    |
|       |        | 5000 dinarów   | 140 × 65     | Pałac Prezydencki w Chartumie | Nowoczesne budynki mieszkalne | 2002   | styczeń 2002      | 1 lipca 2007    |
|       |        | 10 000 dinarów | 140 × 65     | Pałac Prezydencki w Chartumie | Budynek Centralnego Banku     | 1996   | 19 maja 1996      | 1 lipca 2007    |